# Нолан, Адам
А́дам Но́лан (англ. Adam Nolan; род. 11 марта 1987, Уэксфорд) — ирландский боксёр, представитель полусредней весовой категории. Выступал за сборную Ирландии по боксу в первой половине 2010-х годов, пятикратный чемпион ирландского национального первенства, победитель и призёр турниров международного значения, участник летних Олимпийских игр в Лондоне.

## Биография
Адам Нолан родился 11 марта 1987 года в Уэксфорде, Ирландия. Заниматься боксом начал в возрасте 12 лет, проходил подготовку под руководством Питера Тейлора и Билли Уолша. Состоял в боксёрском клубе города Брей, где тренировался вместе со знаменитой Кэти Тейлор.
Впервые заявил о себе в боксе в сезоне 2009 года, когда занял второе место в зачёте национального отборочного турнира. Год спустя в полусредней весовой категории получил бронзу на чемпионате Ирландии и серебро на Кубке наций в Австрии. Ещё через год одержал победу на ирландском национальном первенстве и вошёл в основной состав ирландской национальной сборной, после чего выступил на нескольких крупных международных турнирах, в частности завоевал бронзовую медаль на турнире Gee Bee в Хельсинки.
В 2012 году вновь был лучшим на чемпионате Ирландии, выиграл бронзовые медали на Кубке химии в Германии и на Турнире четырёх наций во Франции, занял первое место на европейской олимпийской квалификации в Трабзоне, благодаря чему прошёл отбор на летние Олимпийские игры в Лондоне. На Играх, выступая в категории до 69 кг, благополучно прошёл первого соперника по турнирной сетке, тогда как во втором бою со счётом 9:18 потерпел поражение от россиянина Андрея Замкового.
После лондонской Олимпиады Нолан остался в составе боксёрской команды Ирландии и продолжил принимать участие в крупнейших международных соревнованиях. Так, в 2013 году он в третий раз подряд выиграл ирландское национальное первенство в полусреднем весе, поучаствовал в двух матчевых встречах со сборной Франции, уступив оба раза Алексису Вастину, боксировал на чемпионате Европы в Минске и на чемпионате мира в Алма-Ате, где был побеждён украинцем Богданом Шелестюком и французом Сулейманом Сиссоко соответственно.
В 2014 году стал серебряным призёром чемпионата Ирландии, проиграв в решающем финальном поединке Стивену Доннелли.
В 2015 году вернул себе звание чемпиона страны, отметился победой на турнире Gee Bee, дошёл до четвертьфиналов на европейском первенстве в Самокове и на Европейских играх в Баку, в то время как на мировом первенстве в Дохе выбыл из борьбы за медали уже на предварительном этапе. Также в этом сезоне принял участие в двух матчевых встречах лиги World Series of Boxing, представляя команду Italia Thunder.
На чемпионате Ирландии 2016 года снова одолел всех оппонентов в полусредней весовой категории и завоевал тем самым золотую медаль.
Завершив карьеру боксёра, проявил себя в хёрлинге. В составе команды Oulart the Ballagh GAA побеждал на взрослом чемпионате Уэксфорда.